# Dasycyptus dimus
Espèce
Synonymes
- Carrhotus semiaurantiacus Simon, 1909

Dasycyptus dimus est une espèce d'araignées aranéomorphes de la famille des Salticidae.

## Distribution
Cette espèce se rencontre au Gabon, en Côte d'Ivoire, au Congo-Kinshasa et en Ouganda.

## Description
Le mâle holotype mesure 6 mm.
La femelle décrite par Simon en 1909 mesure 5,5 mm.

## Systématique et taxinomie
Cette espèce a été décrite par Simon en 1902.
Carrhotus semiaurantiacus a été placée en synonymie par Clark en 1974.

## Publication originale
- Simon, 1902 : « Description d'arachnides nouveaux de la famille des Salticidae (Attidae) (suite). » Annales de la Société Entomologique de Belgique, vol. 46, p. 24-56 & 363-406 (texte intégral).